# Pauline-Euphrosine Montessu
Pauline-Euphrosine Montessu, död 1877, var en franskspråkig balettdansös. 
Hon var engagerad vid Parisoperan (première danseuse) 1820-1836 och tillhörde dess mest framträdande scenartister. 